# Vetés (Románia)
Vetés falu Romániában, Szatmár megyében, Vetiș központja.

## Fekvése
Vetés (Vetis) Szatmár megyében, Szatmárnémetitől nyugatra,  a Szamos bal partján található település.

## Története
Az Árpád-kor eleje óta lakott település nevét már az 1200-as évektől említették az oklevelekben: Nevét 1332-ben Vetes, 1435-ben Wethes1459-ben Vethes -ként írták.
Az 1200-as évek elején Kristóf comes a nagyváradi egyháznak hagyta.
A település 1241-ben, a Tatárjárás-kor elpusztult, később V. István király, IV. Béla király fia 
1266-ban a Kaplon nembeli "ördög" Simon comesnek, a Vetéssy család ősének ajándékozta.
1312-ben iktatták be itt "zonga" Pétert a Vetéssy család megalapítóját és Endus fiait örökségükbe.
1325-ben már csak Péter fiai vannak Vetés falu birtokosául nevezve.
1366-ban a Vetéssy család tagjai vannak birtokosául megnevezve. Egyedül az övék maradt egészen a 19. század elejéig.
1459-ben Vetéssy Miklós a Szamos-on hídra, révre és révbér szedésére nyert szabadalmat.
1612-ben Kaszás Bálint is kap itt részt egy Szamoson levő malommal.
1616-ban Pethő István szintén malmot kap itt adományba.
1625-ben Kökényesdi Péter – bár a Vetésiek ellentmondanak – is részt kap itt. Majd ugyanő Vetéssy lányt vett feleségül, s leányai (Szilágyi Ferencné és Dolhai Pálné) leánynegyedet kaptak a Vetéssy birtokból.
1703 augusztus 28-án II. Rákóczi Ferenc kuruc seregei a mai falu „Gorzás" nevű határrészében táboroztak. A szatmári várat ostromló hadsereg vetési táborában fogalmazta meg Rákóczi a híres vetési pátenst, melynek fő motívuma a jobbágyok felszabadítása volt.
1769-ben a Vetéssy család leányági rokonai és birtokos társai a Bottka, Szentlászlay, Szerdahelyi, Uray, Szigethy, Muray, Berey, Sződényi, Zálog és Nagy családok.
1810-ben a fentieken kívül még több család: a Bagossy, Darvay, Pálóczy Horváth, Markocsán, Korda, Kerekes, gróf Teleki, Bakay, Kállay, Várday, Kengyel, Patay, Mátay Uszkay, Elek, Kelemen, és Korchma családok
voltak itt birtokosok, de később még a gróf Eszterházyaknak, Nemes és Sántha családok  is.
A 20. század elején Szerdahelyi Ágostonnak, Papolczy Gyulának, és Szent-Iványi Zoltánnak van itt nagyobb birtoka.
Vetés határába esetek egykor Gyülevész, Gelénes és Almás elpuszt falvak is.

### Gyülevész
A 16. században még népes falu volt, s Vetéssy család birtoka. Azonban a Báthori-család tagjai kapták meg 1515 től a Vetéssyek hűtlenségbe esése miatt.
1552-ben a Vetéssy család kapott rá új adományt.
1601-ben Mezőszentmiklósi János, 1612-ben Kaszás Bálint, 1625-ben pedig Kökényesdi Péter kap itt birtokrészt.
Vetés falu még az 1703-as évben említve van, később azonban nyoma vész.

### Gelénes
Gelénes (Gyllyenes) is nagy népes település volt egykor. 
Nevét 1215-ben említették először Gylian néven. Neve személynévi eredetű, a Kilián~Gellén keresztnévből keletkezett, magyar névadással.
1273-ban Cedrek határjárásában említik Gelénes fia Jakab Szamos melletti földjét.
A Mohácsi vészig többször tartottak itt megyegyűlést is, például: 1341, 1351, 1367-ben is.
A település a Nagymihályi családé volt, mely azt Domokos szatmári polgárnak adta zálogba.
1405 óta puszta, és a Vetési család birtoka volt.
Gelénes a Reformáció korában újra község lett, még imaháza is volt.

### Almás
Almás földjét 1383-ban poss Almasnak írták, mely szintén önálló község volt.
1294-ben a Rátholtiak birtoka volt, 1358-ban Pásztói Hasznosi Domokosé, 1404-ben a Bogáthyaké, s vele 1544-ben a Perechey család kapja.
1420-ban a Vetéssyeknek, 1430-ban a Kusaly Jakcsoknak van itt részbirtoka.
1515-ben a Báthori-család, 1544-ben Perényi János is részt szerez benne.
Vetés határában, a Szamos Gorzsás nevű kanyarulatában a kurucok 1670-ben titkos erősséget építettek.
1703-ban itt ütött tábort Rákóczi serege a Tiszabecsi győzelem után, hogy a Szatmári várban levő németeket megakadályozza az élelemszerzésben.

## Nevezetességek
- Református templom – A mai református templom először a katolikusoké volt. Vetési Albert veszprémi püspök építtette részükre 1450-ben, az 1241-ben elpusztult Szent Miklós templom helyett. Később a reformátusoké lett. 1792-ben renoválták, de két év múlva leégett, azonban hamarosan újra felépítették.
- Görögkatolikus templom – Az 1800-as években épült.